# Mon roi
Ne doit pas être confondu avec Mon copain le roi.
Pour plus de détails, voir Fiche technique et Distribution.
Mon roi est un film français co-écrit et réalisé par Maïwenn, sorti en 2015.

## Synopsis
Tony est admise dans un centre de rééducation après une grave chute de ski. Dépendante du personnel médical et des antidouleurs, elle prend le temps de se remémorer l’histoire tumultueuse qu’elle a vécue avec Georgio. Pourquoi se sont-ils aimés ? Qui est réellement l’homme qu’elle a adoré ? Comment a-t-elle pu se soumettre à cette passion étouffante et destructrice ? Pour Tony c’est une difficile reconstruction qui commence désormais, un travail corporel qui lui permettra peut-être de définitivement se libérer.

## Fiche technique
- Titre original : Mon roi
- Réalisation : Maïwenn
- Scénario : Étienne Comar et Maïwenn
- Photographie : Claire Mathon
- Musique : Stephen Warbeck
- Production : Alain Attal

Producteur délégué : Xavier Amblard
- Sociétés de production : Les Productions du Trésor (France), Studiocanal (France), France 2 Cinéma (France), Arches Films, en association avec les SOFICA Cinémage 9 et Cofinova 10
- Société de distribution : Studiocanal
- Pays d'origine :  France
- Langue originale : français
- Format : couleur
- Genre : drame
- Dates de sortie[2] : 
  - France : 17 mai 2015 (Festival de Cannes 2015 - sélection officielle)
  - France : 21 octobre 2015

## Distribution
- Emmanuelle Bercot : Marie-Antoinette Jézéquel, dite « Tony »
- Vincent Cassel : Georgio Milevski
- Louis Garrel : Solal
- Isild Le Besco : Babeth
- Chrystèle Saint Louis Augustin : Agnès
- Patrick Raynal : Denis Jézéquel
- Yann Goven : Jean
- Paul Hamy : Pascal
- Djemel Barek : Djemel
- Slim El Hedli : Slim
- Lionnel Desruelles : Lionel
- Lætitia Dosch : Lila
- Vincent Colombe : Joseph
- Félix Bossuet : Simbad enfant
- Giovanni Pucci : Simbad 3 ans
- Michael Evans : Frédéric
- Vincent Nemeth : Le pédopsychiatre
- Hervé Temime : Maître Bouvet
- David Van Der Beken : L'avocat de Georgio
- Patrick Peyromaure : L'obstétricien
- Dani : La dame mystérieuse au mariage
- Michelle Gomez : Christina
- Jean-Louis Hauguel : L'huissier
- Alain Beigel : Christian, l'ami à la pharmacie
- François-Marie Banier : le maire
- Norman Thavaud
- Vincent Nemeth :  le pédopsychiatre

## Production
Le titre vient du refrain de la chanson Toi mon toit d'Elli Medeiros.
Plusieurs scènes sont tournées au Centre Européen de Rééducation du Sportif de Capbreton.

## Accueil

### Critique
En France, le site Allociné recense une moyenne des critiques presse de 3,2⁄5, sur un total de 32 critiques presse.
D'après le magazine Paris Match, « Énergique jusqu’à l’hystérie, dialoguée avec brio, cette comédie dramatique écrite avec une profondeur charnelle, donne un bon coup de fouet à la compétition. »
Pour le journal Libération, « Mon Roi (…) a beau jeu de se river au seul point de vue de son personnage féminin de suppliciée consentante, pour mieux se plier en définitive, corps et âme, aux manières du bourreau. »

### Box Office
| Pays ou région | Box-office               | Date d'arrêt du box-office | Nombre de semaines |
| -------------- | ------------------------ | -------------------------- | ------------------ |
| France         | 745 483 entrées          | 21 octobre 2015            | 6                  |
| États-Unis     | 54 114 $ (6 000 entrées) | 8 août 2016                | -                  |
| Allemagne      | 41 688 entrées           | 21 octobre 2016            | -                  |
| Monde          | 8 003 331 $              |                            | -                  |

## Distinctions

### Récompense
- Festival de Cannes 2015 : Prix d'interprétation féminine pour Emmanuelle Bercot

### Nominations
- 21e cérémonie des prix Lumières 2016 : 
  - Prix Lumières du meilleur réalisateur pour Maïwenn
  - Prix Lumières de la meilleure actrice pour Emmanuelle Bercot
  - Prix de la meilleure photographie pour Claire Mathon
- 41e cérémonie des Césars 2016 : 
  - César du meilleur film pour Maïwenn et Alain Attal
  - César du meilleur réalisateur pour Maïwenn
  - César de la meilleure actrice pour Emmanuelle Bercot
  - César du meilleur acteur pour Vincent Cassel
  - César du meilleur acteur dans un second rôle pour Louis Garrel
  - César du meilleur montage pour Simon Jacquet
  - César du meilleur son pour Nicolas Provost, Agnès Ravez et Emmanuel Croset
  - César de la meilleure musique originale pour Stephen Warbeck